# Une nuit pour sept jours
 (octobre 2012).
Si vous disposez d'ouvrages ou d'articles de référence ou si vous connaissez des sites web de qualité traitant du thème abordé ici, merci de compléter l'article en donnant les références utiles à sa vérifiabilité et en les liant à la section « Notes et références ».
Albums de Sidilarsen
Réactivation Numérique
(2006) Machine Rouge
(2011)

Une nuit pour sept jours est le troisième album studio du groupe de metal industriel français Sidilarsen, sorti en 2008.

## Liste des titres
1. Deuxième Vie
2. Acide Occident
3. Féline
4. En Vidéo
5. Jusque sur Mars
6. Le Prochain Été
7. Un Élan du Cœur
8. Où Il Veut
9. Ancienne Étoile
10. Essentielle Étincelle
11. Retourner la France
12. Appel à Résistance

## Crédits
- Benben — guitare
- Samuel — batterie, machines
- Didou — chant
- Viber — guitare, chant
- Fryzzzer — basse, machines